# Вокка
Вокка (італ. Vocca, п'єм. Vòca) — муніципалітет в Італії, у регіоні П'ємонт, провінція Верчеллі.
Вокка розташована на відстані близько 560 км на північний захід від Рима, 95 км на північний схід від Турина, 60 км на північ від Верчеллі.
Населення — 170 осіб (2014).

## Демографія
Населення за роками:

Станом на 31 грудня 2007 року в Вокка офіційно проживав 1 іноземець (громадянин України).
Станом на 1 січня 2023 року в муніципалітеті офіційно проживало 7 іноземців з 4 країн, серед них 2 громадяни країн Євросоюзу.

## Сусідні муніципалітети
- Бальмучча
- Боргозезія
- Кравальяна
- Постуа
- Скопа
- Варалло